# Library Journal
Library Journal és una publicació comercial estatunidenca per a bibliotecaris fundada el 1876 per Melvil Dewey. Aquesta "diari" informa de notícies sobre el món bibliotecari i ofereix articles sobre aspectes de la pràctica professional. També revisa materials i equips relacionats amb la biblioteca. Cada any des de 2008, el Library Journal ha avaluat biblioteques públiques i ha atorgat estrelles en el seu programa de Biblioteques Estrelles (Star Libraries program).
La seva "Library Journal Book Review" publica ressenyes de centenars de llibres populars i acadèmics cada mes abans que apareguin a les llibreries.
A més a més, la Library Journal té la circulació més alta de qualsevol revista de biblioteconomia, segons Ulrich'saproximadament 100.000.
El primer editor del Library Journal va ser Frederick Leypoldt, la companyia del qual es va convertir més tard en RR Bowker. Aquest últim l'any 1985 va ser al seu torn adquirit per Reed International, futur Reed Elsevier. The Library Journal es va continuar publicant fins al 2010, quan es va vendre a Media Source Inc., que ja era propietari del Junior Library Guildi The Horn Book Magazine.
Fundat en 1876 per Melvil Dewey, Revista de Biblioteca al principi es va declarar per ser l'"orgue oficial de les associacions de biblioteca d'Amèrica i del Regne Unit." De fet, el títol primigeni de la revista era Revista de Biblioteca americana, encara que "l'americà" va ser tret des del títol després del primer any. Els seus assumptes primerencs enfocats en el creixement i desenvolupament de biblioteques, amb articles de característica per tals autors prominents com R. R. Bowker, Charles Tallador, i Melvil Dewey, i enfocar en catalogant, indexant, i deixant esquemes. En els seus assumptes primerencs, Bowker va parlar catalogant principis; Tallador, creador del Tallador sistema de Classificació Expansiva, va desenvolupar idees seves; i abastant editor Dewey va fer recomanacions per a sistemes de circulació de biblioteca primerencs. Inicialment, Revista de Biblioteca no va revisar llibres llevat que van narrar a bibliotecaris' interessos professionals, però llavors, com ara, la revista va córrer articles en desenvolupament de col·lecció i anuncis des de les editorials que recomanen els seus llibres propers per a biblioteques per adquirir.
Els assumptes primerencs de Revista de Biblioteca eren un fòrum per a bibliotecaris durant Canadà, el Regne Unit, i els Estats Units per compartir notícia, discussions de les idees i les pràctiques de les seves biblioteques, i informes d'activitats professionals com aplecs i conferències. Dins un 1878 prospecte, la revista va accentuar la seva importància per notar que biblioteques petites, en particular, podria obtenir l'"experiència costosa i consell pràctic" de les biblioteques més grans. Regular llegir de Revista de Biblioteca, el prospecte declarat, faria "el valor de bibliotecari més a la biblioteca, i el valor de biblioteca més al poble". En les Notes i secció de Consultes, els bibliotecaris van compartir informes de que la seva biblioteca va abastar problemes comuns, i van mantenir un canvi constant de preguntes i respostes sobre autoria i lector aconsellable. Dues seccions prominents, la Bibliografia (compilat per Tallador) i Pseudònims i Antònims (compilat per James L. Whitney), servit com recursos de remissió per a bibliotecaris. L'últim va contenir una llista actual de títols de untitled feines i noms reals d'escriu que era anònim o va utilitzar pseudònims, amb un índex que compila tot d'ells en l'assumpte de desembre.

## Premis anuals
Gener
- Bibliotecari de l'Any: 2011ha el bibliotecari de l'Any era Seattle Perla de Nancy de bibliotecari pública, 2012ha el guanyador era Luis Herrera, 2013ha el guanyador era Jo Budler, i 2014ha el guanyador era Corinne Turó.[9][10][11][12] El guanyador per 2015 era Siobhan Un. Reardon.[13] Lauren Comito i cristià Zabriskie de Nova York va vèncer el "Bibliotecari de l'Any 2020" premi per a la seva feina que organitza els Bibliotecaris Urbans Uneixen organització.[14]

Febrer
- Best Biblioteca Petita en Amèrica: 2010ha la biblioteca Petita Millor en Amèrica era Biblioteca de Centenni de Carboni de Glen en Glen Carboni, Illinois, 2011ha el guanyador era Naturita Biblioteca Comunitària dins Naturita, Colorado, 2012ha el guanyador era La Independència Biblioteca Pública en Independència, Kansas, 2013ha el guanyador era Àrea Del sud Biblioteca Pública Cala Perduda dins, Virgínia de l'Oest, i 2014ha el guanyador era Biblioteca de Riu del Pi dins Bayfield, Colorado. 2015ha el guanyador era el Belgrad Biblioteca Comunitària en Belgrad, Montana.[15][16][17][18][19][20]

Març
- Paraprofessional de l'Any: 2010ha Paraprofessional de l'Any era Allison Sloan, la biblioteca Sènior Associar a Llegint Biblioteca Pública dins Llegint, Massachusetts, 2011ha el guanyador era Gilda Ramos des de Patchogue-Medford Biblioteca en Nova York, 2012ha el guanyador era Linda Dahlquist des de Volusia Comtat Biblioteca Pública en Florida, 2013ha el guanyador era Laura Poe des d'Atenes-Calcària Biblioteca Pública en Atenes, Alabama, i 2014ha el guanyador era Clancy Grup des de St. John es Bifurca de Washington Constarha Whitman Comtat Barriada de Biblioteca Rural.[21][22][23][24][25] En 2015, Tamara Faulkner Kraus va ser nomenada el Paralibrarian de l'Any (el nom del premi va ser canviat en 2011).[26][27]
- Movers i Shakers homologa nombrós influent i biblioteca nord-americana innovadora i professionals d'informació.

Juny
- Biblioteca de l'Any: 2010ha la biblioteca de l'Any era Columbus Biblioteca Metropolitana en Columbus, Ohio, 2011ha el guanyador era Sistema de Biblioteca de Comtat de King en Comtat de Rei, Washington, 2012ha el guanyador era Biblioteca de Comtat del San Diego en San Diego, Califòrnia, 2013ha el guanyador era Biblioteca de Comtat de l'Howard en Howard Comtat, Maryland, i 2014ha el guanyador era Edmonton Biblioteca Pública, la primera Biblioteca de canadenc per vèncer aquest premi. 2015ha el premi va anar a Ferguson Biblioteca de Públic Municipal, Ferguson, Missouri, 2018ha el premi va anar al San Francisco Biblioteca Pública.[28][29][30][31][32][33][34]

Novembre
- LJ Ensenyant Premi: 2010ha LJ Ensenyant guanyador de Premi era Steven L. MacCall de l'Escola de Biblioteca i Estudis d'Informació a la Universitat d'Alabama, Tuscaloosa, 2011ha el guanyador era Martin B. Wolske des d'Universitat d'Illinois a Urbana-Champaign, 2012ha el guanyador era Lilia Pavlovsky des de Rutgers Universitat, Nova Jersey, 2013ha el guanyador era Suzie Allard des d'Universitat de Tennessee, Knoxville, i 2014ha el guanyador era Paul T. Jaeger des d'Universitat de Maryland,.[35][36][37][38][39][40] Patricia K. Galloway de la Universitat de Texas a Austin va ser nomenat el 2015 guanyador.[41]

### Biblioteques d'astre
En 2008 la revista va arrencar atorgant biblioteques públiques amb un sistema d'astre, agrupant biblioteques a categories per nivell de despesa. En 2018, el premi de revista cinc astres dins el damunt-EUA$30 #milió de despeses categoria a cinc biblioteques: Cuyahoga Comtat Biblioteca Pública, Biblioteca Pública de Cincinnati i Comtat d'Hamilton, Seattle Biblioteca Pública, Cleveland Biblioteca Pública, i Sistema de Biblioteca de Comtat de Rei. Un total de 257 biblioteques a escala nacional van ser atorgades astres, variar des de 3 astres a 5, dins la nou despesa diferent categories de nivell.

## Lloc web
Libraryjournal.com, el lloc web de Revista de la Biblioteca, proporciona ambdós infrascrits i no-infrascrits l'accés ple a tot imprimeix contingut així com arxius recents. Visitor pot signar dalt per a circulars d'e-mail com "BookSmack", "Biblioteca Hotline", "LJ Acadèmic Newswire", "LJ Alerta de Revisió", i "LJXpress". Articles de web en les biblioteques de "el lloc i categoria" de Bibliotecaris és llistada per tema, amb cada tema va assignar el seu propi RSS alimenta de manera que els usuaris poden rebre els articles pertinents als seus interessos. El passat i les revisions presents són arxivats i organitzat per tipus (reserva, DVD, gaming, magazín, vídeo, etc.); són també disponible via RSS alimenta. Una altra característica és "InfoDocket" (editat per Gary Taxar i Shirl Kennedy, al principi fundat, i encara accessible, com un lloc web separat a Infodocket.com). A més, Revista de Biblioteca manté una llista actual de feines de biblioteca en el lloc web "JobZone" característica.